# Reginald Palmer
Sir Reginald Oswald Palmer (ur. 15 lutego 1923 w Boca, zm. 23 maja 2016) – grenadyjski nauczyciel, polityk, gubernator generalny Grenady w imieniu królowej Elżbiety II w latach 1992-1996. 

## Życiorys

### Wczesna lata i kariera zawodowa
Kształcił się w katolickich szkołach na Grenadzie, a także w college'u nauczycielskim w Trynidadzie. W latach 1945–1956 uczył w szkole, którą kończył jako dziecko, a następnie został jej dyrektorem. W latach 1963–1965 słuchacz studiów dla dyrektorów szkół na Uniwersytecie Birminigham. W roku 1968 zaczął pracę jako instruktor w college'u nauczycielskim na Grenadzie. Opuścił kraj w 1971 roku, by studiować na Uniwersytecie Calgary. Studia ukończył rok później, uzyskując stopień Bachelor of Education. Po powrocie został mianowany dyrektorem grenadzkiego college'u nauczycielskiego.

### Kariera publiczna
W 1973 roku objął wysokie stanowisko urzędnicze w ministerstwie edukacji Grenady. Od roku 1980 aż do przyjęcia funkcji gubernatora generalnego nie pełnił stanowisk publicznych. Na przełomie lipca i sierpnia 1992 roku przez tydzień pełnił obowiązki gubernatora generalnego, a następnie został trzecim w historii gubernatorem generalnym Grenady, urzędując w latach 1992-1996. Objął urząd, gdy premierem Grenady był Nicholas Brathwaite z Narodowego Kongresu Demokratycznego. Odszedł z urzędu krótko po zwycięstwie wyborczym Nowej Partii Narodowej i objęciu urzędu premiera przez Keitha Mitchella. Trzecim premierem podczas jego urzędowania był George Brizan, który został zaprzysiężony przez Palmera 22 czerwca 1995 roku. 

### Pozostała działalność
W latach osiemdziesiątych był prezesem związku pracodawców Grenady. Brał udział w pracach rady nadzorczej jednej z grenadzkich szkół średnich, a także komitetów ds. walki z narkomanią i innych. Był członkiem organizacji społecznej promującej świadomość obywatelskiej Grenadyjczyków. Działał na rzecz Univerisity of West India. Założył ponadto katolickie stowarzyszenie nauczycieli, był także szefem nauczycielskiego związku zawodowego. 

### Życie osobiste
Był katolikiem. Owdowił żonę Judith, byłą senator z lat osiemdziesiątych. Miał siedmioro dzieci.

### Odznaczenia
W 1973 roku został odznaczony Orderem Imperium Brytyjskiego, a w roku 1992 Orderem św. Michała i św. Jerzego.